# Prometopus asahana
Prometopus asahana là một loài bướm đêm trong họ Noctuidae.